# 大倉新田 (新潟市)
大倉新田（おおくらしんでん）は、新潟県新潟市南区の町字。郵便番号は950-1253。

## 概要
1889年（明治22年）から現在の大字。信濃川支流中ノ口川左岸に位置する。もとは1879年（明治12年）から1889年（明治22年）まであった大倉新田の区域の一部。

### 隣接する町字
北から東回り順に、以下の町字と隣接する。
- 大蔵
- 七穂

## 歴史
新発田藩の新田開発奨励により、1654年（承応3年）に成立。1877年（明治10年）に天麟村の一部となるが、1879年（明治12年）に分村した。

### 年表
- 1889年（明治22年）4月1日 : 合併により七穂村の大字となる。
- 1901年（明治34年）11月1日 : 合併により味方村の大字となる。
- 2005年（平成17年）3月21日 : 合併により新潟市の大字となる。
- 2007年（平成19年）4月1日 : 新潟市の政令指定都市移行により、南区の大字となる。

## 世帯数と人口
2018年（平成30年）1月31日現在の世帯数と人口は以下の通りである。
| 大字     | 世帯数 | 人口 |
| -------- | ------ | ---- |
| 大倉新田 | 10世帯 | 33人 |

## 小・中学校の学区
市立小・中学校に通う場合、学区は以下の通りとなる。
| 番地 | 小学校             | 中学校             |
| ---- | ------------------ | ------------------ |
| 全域 | 新潟市立味方小学校 | 新潟市立味方中学校 |